# Alexander Romanov
Alexander Romanov (11 de diciembre de 1990; Comrat, Gagaúzia) es un artista marcial mixto y luchador de estilo libre moldavo que actualmente compite en la división de peso pesado de Ultimate Fighting Championship (UFC). Desde el 27 de agosto de 2024, está en la posición #13 del ranking de peso pesado de UFC.

## Carrera como luchador olímpico
Romanov comenzó a entrenarse en la lucha libre a los siete años. Ha formado parte de cuatro Equipos Mundiales de Moldavia (dos como mayor y dos como junior) y de ocho Equipos Europeos (cinco como mayor, tres como luchador de grupo de edad). Su mejor resultado ha sido una medalla de bronce en el Campeonato Mundial Universitario de 2016. Su última actuación hasta la fecha tuvo lugar en el Campeonato Europeo de Lucha de 2020, donde quedó duodécimo. También es dos veces medallista de bronce europeo de grappling de la UWW.

## Carrera como artista marcial mixto

### Carrera temprana
Romanov compiló un récord de 11 victorias y ninguna derrota mientras competía en su Moldavia natal, principalmente en Eagles Fighting Championship, donde se convirtió en el campeón de peso pesado.

### Ultimate Fighting Championship

#### 2019
Romanov firmó con la UFC el 3 de octubre de 2019, y posteriormente fue programado para debutar contra Raphael Pessoa el 25 de abril de 2020. Sin embargo, el evento se canceló posteriormente debido a la pandemia de COVID-19.

#### 2020
Romanov estaba programado para enfrentar a Marcin Tybura el 12 de julio de 2020, en el UFC 251. Sin embargo, Romanov fue retirado de la tarjeta el 1 de julio, debido a una prueba positiva de COVID-19. Luego estaba programado para enfrentar a Marcos Rogério de Lima el 5 de septiembre de 2020, en UFC Fight Night 176, pero la pelea fue cancelada el día del evento cuando Lima dio positivo por COVID-19.
Romanov finalmente hizo su debut contra Roque Martinez el 12 de septiembre de 2020, en UFC Fight Night 177. Ganó la pelea por sumisión en el segundo asalto.
Romanov enfrentó a Marcos Rogério de Lima el 7 de noviembre de 2020, en UFC on ESPN 17. Ganó la pelea por sumisión en el primer asalto. Esta victoria lo hizo merecedor de su primer premio de Actuación de la Noche.

#### 2021
Romanov enfrentó a Juan Francisco Espino el 17 de abril de 2021 en UFC on ESPN 22. Durante el comienzo del tercer asalto, Espino conectó accidentalmente un rodillazo en la ingle de Romanov, que no pudo continuar. Romanov ganó la pelea por decisión técnica dividida. 6 de las 8 puntuaciones de los medios de comunicación se lo dieron a Espino, y las otras dos lo declararon empate.
Romanov enfrentó a Jared Vanderaa el 9 de octubre de 2021 en UFC Fight Night 194. Ganó la pelea por TKO en el segundo asalto.

#### 2022
Romanov estaba programado para enfrentar a Ilir Latifi el 19 de febrero de 2022, en UFC Fight Night 202 . Sin embargo, la pelea fue cancelada por razones no reveladas.
Reemplazando a Rodrigo Nascimento, Romanov estaba programado para enfrentar a Tanner Boser el 23 de abril de 2022, en UFC Fight Night 205. Sin embargo, el 18 de abril se anunció que Boser se retiraba de la pelea debido a una lesión. Fue reemplazado por Chase Sherman. Sin embargo, Sherman fue considerado incapaz de competir debido a un problema de salud menor el día del evento y la pelea fue cancelada,  siendo reprogramada para UFC on ESPN 35. Romanov ganó la pelea por sumisión en el primer asalto.
Romanov enfrentó a Marcin Tybura el 20 de agosto de 2022, en UFC 278. Perdió la pelea por decisión mayoritaria, siendo la primera derrota de su carrera profesional.

#### 2023
Romanov enfrentó a Alexander Volkov el 11 de marzo de 2023, en UFC Fight Night 221. Perdió la pelea por TKO en el primer asalto.
Romanov enfrentó a Blagoy Ivanov  el 1 de julio de 2023, en UFC on ESPN 48. Ganó la pelea por decisión unánime.

#### 2024
Romanov enfrentó a Jailton Almeida el 1 de junio de 2024, en UFC 302. Perdió la pelea por sumisión en el primer asalto.
Romanov originalmente estaba programado para enfrentar al ex retador al Campeonato Peso Pesado de UFC Derrick Lewis el 2 de noviembre de 2024 en UFC Fight Night 246. Sin embargo, se cambiaron los oponentes y Romanov se enfrentó a Rodrigo Nascimento. Ganó la pelea por decisión unánime.

## Vida personal
Romanov es hijo de un padre ruso y una madre ucraniana y fue criado en Moldavia. Romanov y su esposa tienen tres hijos.

## Campeonatos y logros

### Artes marciales mixtas
- Ultimate Fighting Championship
  - Actuación de la Noche (una vez) vs. Marcos Rogério de Lima[10]
- Eagles Fighting Championship
  - Campeonato de Peso Pesado de EFC (Una vez)

## Récord en artes marciales mixtas
| Récord profesional | Récord profesional | Récord profesional |
| 20 peleas          | 17 victorias       | 3 derrotas         |
| ------------------ | ------------------ | ------------------ |
| Nocaut             | 6                  | 1                  |
| Sumisión           | 9                  | 1                  |
| Decisión           | 2                  | 1                  |

| Resultado | Récord | Oponente               | Método                           | Evento                                | Fecha                    | Ronda | Tiempo | Localización         | Notas                                                                      |
| --------- | ------ | ---------------------- | -------------------------------- | ------------------------------------- | ------------------------ | ----- | ------ | -------------------- | -------------------------------------------------------------------------- |
| Derrota   | 17-3   | Jailton Almeida        | Sumisión (rear-naked choke)      | UFC 302                               | 1 de junio de 2024       | 1     | 2:27   | Newark, Nueva Jersey |                                                                            |
| Victoria  | 17-2   | Blagoy Ivanov          | Decisión (unánime)               | UFC on ESPN: Strickland vs. Magomedov | 1 de julio de 2023       | 3     | 5:00   | Las Vegas, Nevada    |                                                                            |
| Derrota   | 16-2   | Alexander Volkov       | TKO (golpes)                     | UFC Fight Night: Yan vs. Dvalishvili  | 11 de marzo de 2023      | 1     | 2:16   | Las Vegas, Nevada    |                                                                            |
| Derrota   | 16-1   | Marcin Tybura          | Decisión (mayoritaria)           | UFC 278                               | 20 de agosto de 2022     | 3     | 5:00   | Salt Lake City, Utah |                                                                            |
| Victoria  | 16-0   | Chase Sherman          | Sumisión (keylock)               | UFC on ESPN: Font vs. Vera            | 30 de abril de 2022      | 1     | 2:11   | Las Vegas, Nevada    |                                                                            |
| Victoria  | 15-0   | Jared Vanderaa         | TKO (golpes)                     | UFC Fight Night: Dern vs. Rodriguez   | 9 de octubre de 2021     | 2     | 4:43   | Las Vegas, Nevada    |                                                                            |
| Victoria  | 14-0   | Juan Francisco Espino  | Decisión técnica (dividida)      | UFC on ESPN: Whittaker vs. Gastelum   | 17 de abril de 2021      | 3     | 1:05   | Las Vegas, Nevada    | Un rodillazo accidental en la ingle hizo que Romanov no pudiera continuar. |
| Victoria  | 13-0   | Marcos Rogério de Lima | Sumisión técnica (forearm choke) | UFC on ESPN: Santos vs. Teixeira      | 7 de noviembre de 2020   | 1     | 4:48   | Las Vegas, Nevada    | Actuación de la Noche.                                                     |
| Victoria  | 12-0   | Roque Martinez         | Sumisión (arm-triangle choke)    | UFC Fight Night: Waterson vs. Hill    | 12 de septiembre de 2020 | 2     | 4:22   | Las Vegas, Nevada    |                                                                            |
| Victoria  | 11-0   | Sérgio Freitas         | TKO (puñetazo)                   | Eagles FC 11                          | 16 de febrero de 2019    | 1     | 2:28   | Chisináu             |                                                                            |
| Victoria  | 10-0   | Sultan Murtazaliev     | TKO (golpes)                     | Eagles FC 10                          | 3 de noviembre de 2018   | 3     | 2:17   | Chisináu             |                                                                            |
| Victoria  | 9-0    | Virgil Zwicker         | Sumisión (neck crank)            | S-70: Plotforma Cup 2018              | 22 de agosto de 2018     | 1     | 1:15   | Sochi                |                                                                            |
| Victoria  | 8-0    | Ion Grigore            | Sumisión técnica (forearm choke) | Eagles FC 9                           | 26 de mayo de 2018       | 1     | 3:54   | Chisináu             | Combate de peso abierto.                                                   |
| Victoria  | 7-0    | Alexander Stolyarov    | TKO (golpes)                     | Eagles FC 8                           | 10 de febrero de 2018    | 1     | 0:36   | Chisináu             | Ganó el Campeonato de Peso Pesado de EFC.                                  |
| Victoria  | 6-0    | Ravshankhon Khusanov   | TKO (golpes)                     | Eagles FC 7                           | 4 de noviembre de 2017   | 1     | 1:37   | Chisináu             |                                                                            |
| Victoria  | 5-0    | Yuri Gorbenko          | Sumisión técnica (forearm choke) | Eagles FC 6                           | 24 de junio de 2017      | 1     | 3:43   | Chisináu             |                                                                            |
| Victoria  | 4-0    | Evgeniy Golub          | TKO (golpes)                     | Eagles FC 5                           | 20 de mayo de 2017       | 1     | 0:48   | Chisináu             |                                                                            |
| Victoria  | 3-0    | Shota Betlemidze       | Sumisión (rear-naked choke)      | ProFC Ukraine: Brave Hearts           | 8 de abril de 2017       | 1     | 4:56   | Mykolaiv             |                                                                            |
| Victoria  | 2-0    | Andrey Burdiniuk       | Sumisión (neck crank)            | Eagles FC 4                           | 18 de febrero de 2017    | 3     | 0:43   | Chisináu             |                                                                            |
| Victoria  | 1-0    | Yuriy Protsenko        | Sumisión (rear-naked choke)      | Eagles FC 3                           | 19 de noviembre de 2016  | 1     | 0:50   | Chisináu             | Debut en el peso pesado.                                                   |